# Pont-Sainte-Maxence
Pont-Sainte-Maxence ist eine französische Stadt mit 12.343 Einwohnern (Stand: 1. Januar 2022) im Département Oise in der Region Hauts-de-France; sie gehört zum Arrondissement Senlis und zum Kanton Pont-Sainte-Maxence. Die Einwohner heißen Pontois oder Maxipontains.

## Geographie
Die Stadt Pont-Sainte-Maxence liegt im Regionalen Naturpark Oise-Pays de France in der historischen Region Valois am Ufer des Flusses Oise, zehn Kilometer nordöstlich von Creil. Pont-Sainte-Maxence wird umgeben von den Nachbargemeinden Saint-Martin-Longueau und Les Ageux im Norden, Bazicourt und Houdancourt im Nordosten, Pontpoint im Osten, Villers-Saint-Frambourg-Ognon im Südosten, Fleurines im Süden, Verneuil-en-Halatte im Südwesten, Beaurepaire und Brenouille im Westen sowie Sacy-le-Grand, Cinqueux und Monceaux im Nordwesten.

## Geschichte
Der Name des Ortes meint einerseits die im frühen Mittelalter errichtete Brücke über die Oise. Maxentia ist der Name der Tochter eines schottischen Königs Malcolm, die den Märtyrertod starb.

### Bevölkerungsentwicklung
| Jahr                       | 1962 | 1968 | 1975 | 1982 | 1990   | 1999   | 2011   | 2021   |
| Einwohner                  | 7261 | 8639 | 9359 | 9479 | 10.934 | 12.445 | 12.263 | 12.291 |
| Quellen: Cassini und INSEE |      |      |      |      |        |        |        |        |

## Sehenswürdigkeiten
- Brücke über die Oise von 673
- Kirche Sainte-Maxence, errichtet im 16. Jahrhundert, seit 1921 Monument historique
- Kirche Saint-Lucien in Sarron, Ende des 11. Jahrhunderts errichtet, seit 1951 Monument historique
- Neolithische Siedlungsreste bzw. Grabanlagen im Oisetal, als Monument historique 1998 ausgewiesen
- Schloss von Villette, 1903 errichtet
- Mühlentor
- Burgruine von Mello aus dem 13. Jahrhundert
- Mühle aus dem Jahre 1694
- Kreuz Pierre-Aucher

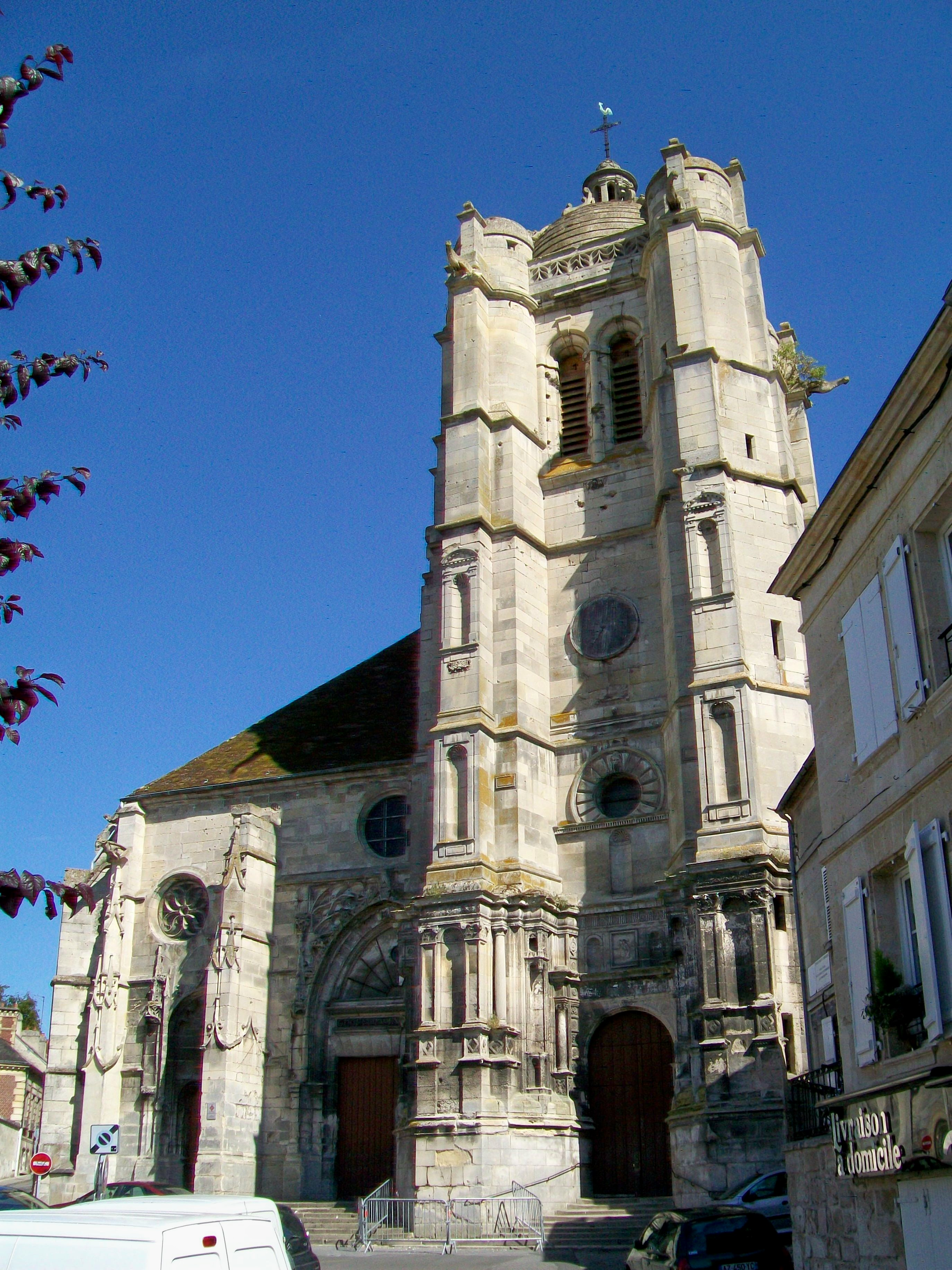
Kirche Sainte-Maxence
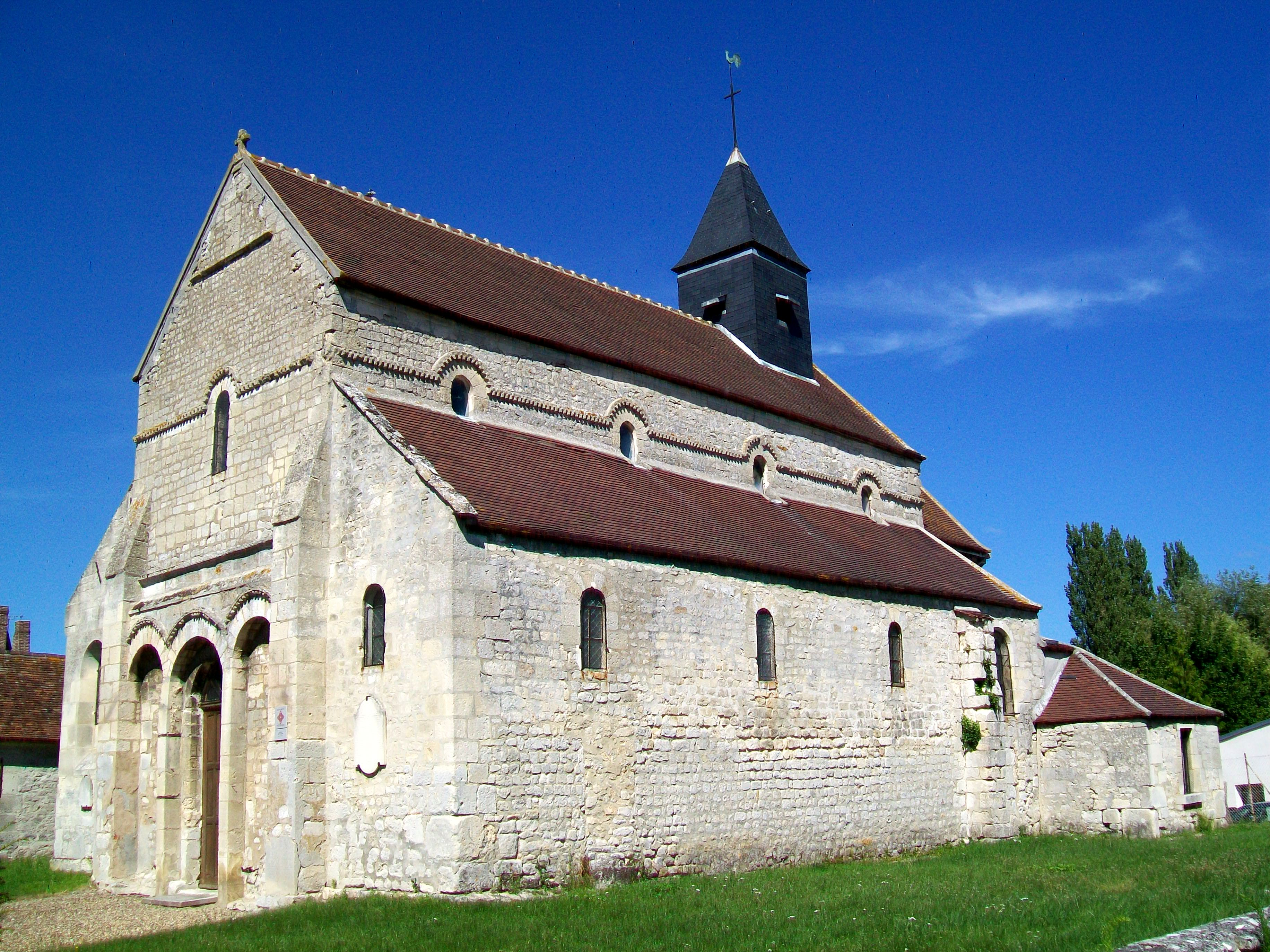
Kirche Saint-Lucien
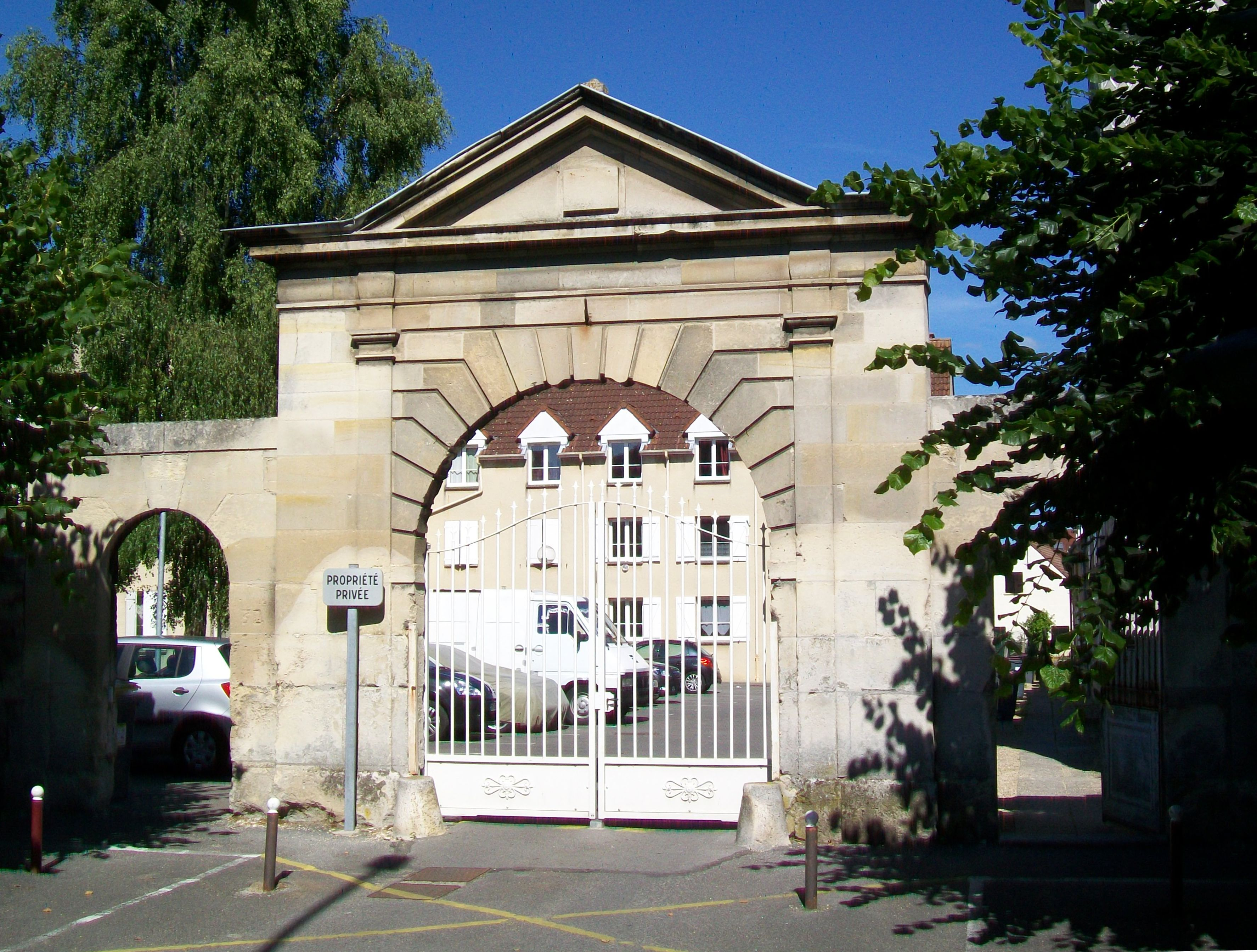
Mühlentor
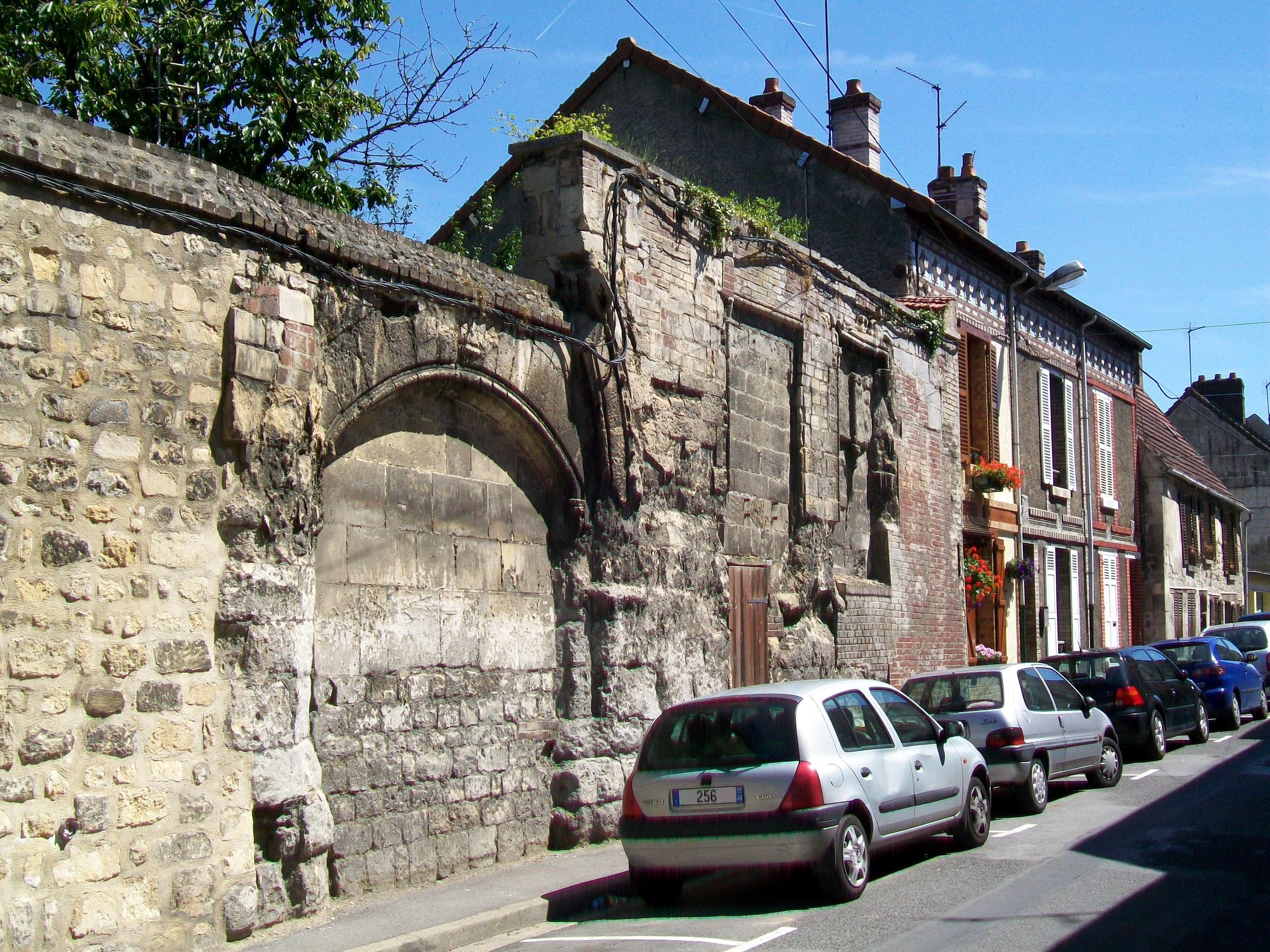
Ruine des Palais de l’Iraine
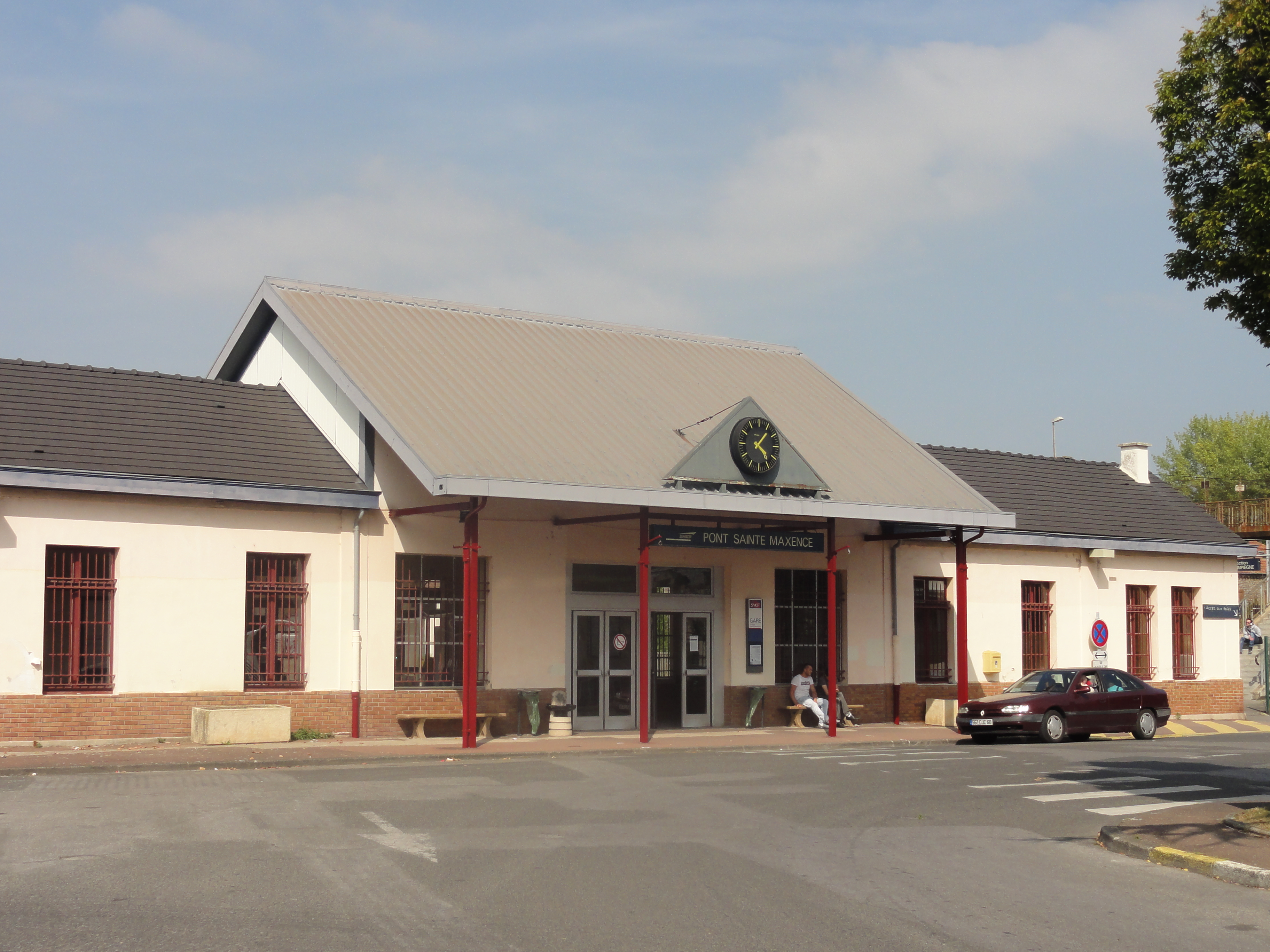
Bahnhof
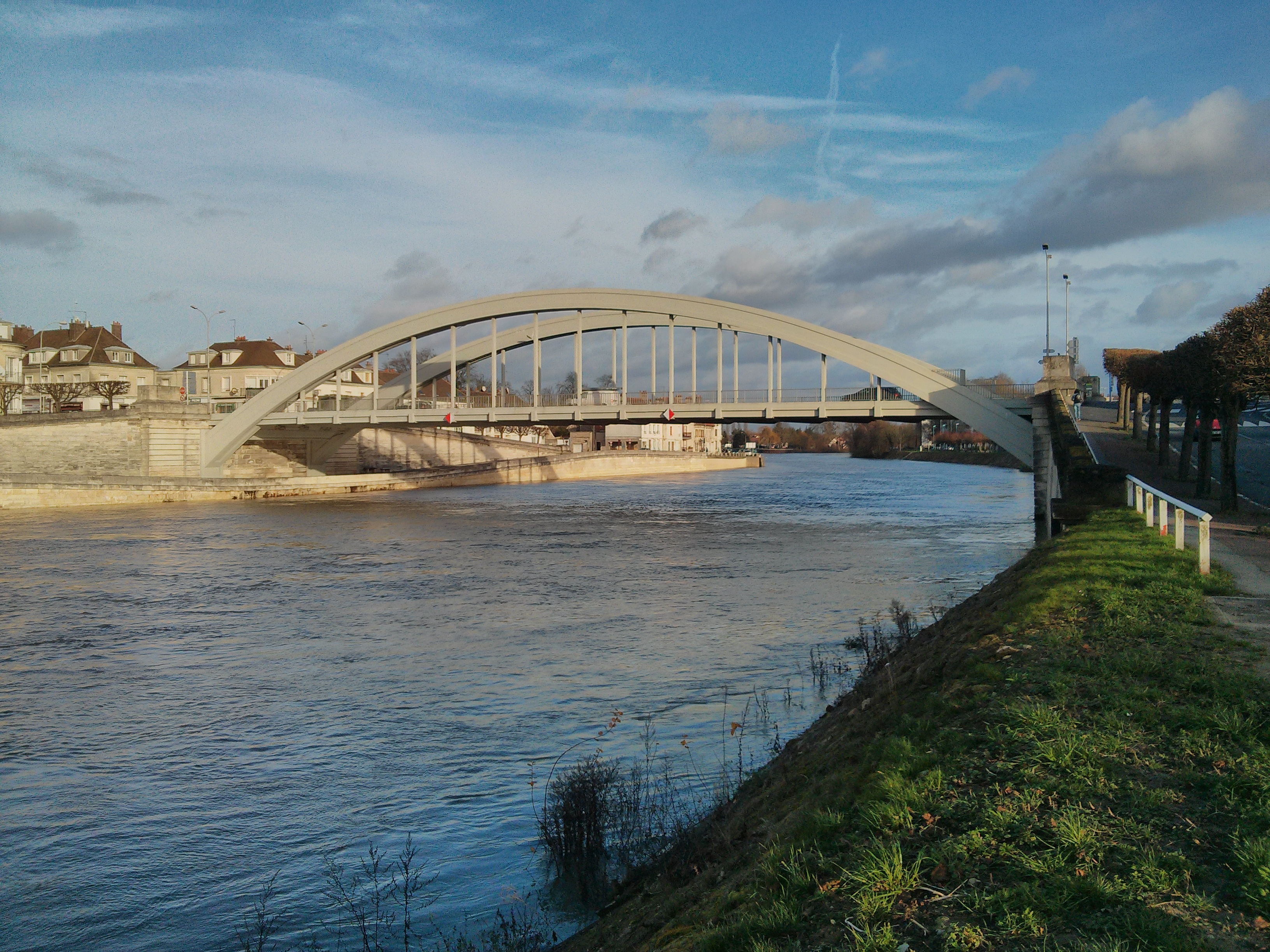
Oise-Brücke
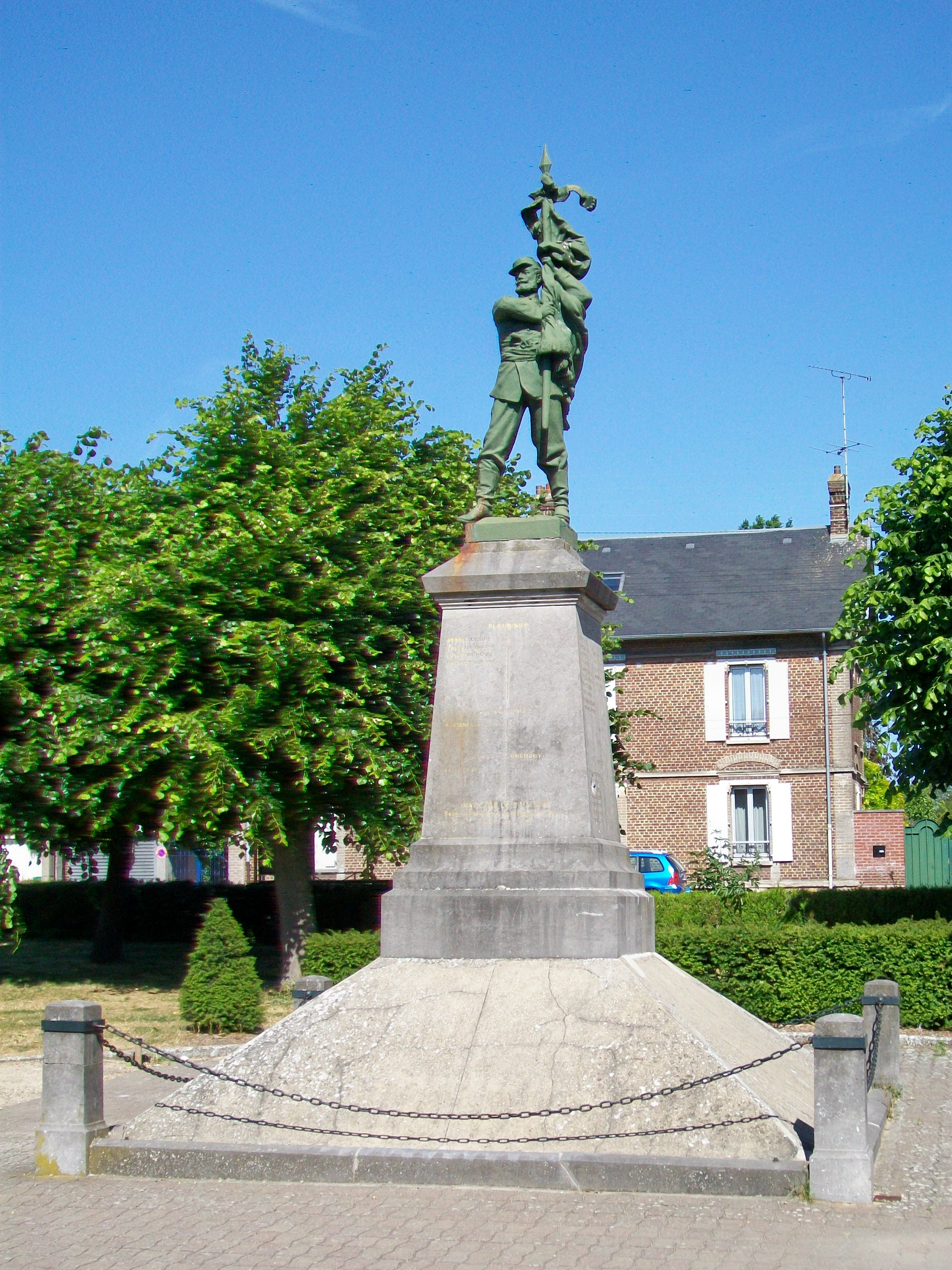
Gefallenendenkmal

## Gemeindepartnerschaften
- Auvelais, Belgien, seit 1970
- Linguère, Senegal, seit 1974
- Sulzbach (Taunus), Deutschland, seit 1982
- Grignasco, Italien, seit 1992
- Felgueiras, Portugal, seit 1993

## Persönlichkeiten
- Guernes de Pont-Sainte-Maxence (* im zwölften Jahrhundert), normannischer Schriftsteller
- Marc Tiffeneau (1873–1945), Chemiker
- Marie-Paule Belle (* 1946), Pianistin, Comedian
- Romane Bohringer (* 1973), Schauspielerin
- Sophie Dodémont (* 1973), Bogenschützin und Olympionikin
- Steve Pascolo (* 1970), Biologe und mRNA-Impfstoff-Forscher